# Шварценбергплац
48°11′55″ пн. ш. 16°22′34″ сх. д. / 48.1986° пн. ш. 16.3761° сх. д.
Площа Шварценберга (нім. Schwarzenbergplatz) — площа у Відні. Названа на честь австрійського фельдмаршала Карла Шварценберга.

## Пам'ятки
- Пам'ятник фельдмаршалу К. Шварценбергу
- Фонтан «Високий струмінь»
- Пам'ятник радянським воїнам, загиблим при звільненні Австрії